# Département des opérations de maintien de la paix
Le Département des opérations de maintien de la paix (DOMP ou plus souvent abrégé DPKO pour Department of Peace Keeping Operations) est un département du Secrétariat des Nations unies, chargé des opérations de maintien de la paix. Il est dirigé par un secrétaire général adjoint qui rapporte directement au secrétaire général. Depuis le 1er avril 2017, la fonction est occupée par le diplomate français, Jean-Pierre Lacroix.

## Historique
Le DOMP trouve ses racines en 1948 avec la création des deux premières opérations de maintien de la paix (l'ONUST et l'UNMOGIP) toujours en cours. Jusqu'à la fin des années 1980, les opérations de maintien de la paix sont supervisées par six responsables du Département des Affaires politiques spéciales des Nations unies, dirigés d'abord par Brian Urquhart puis par Marrack Goulding.
Le Département est fondé en 1992, quand Boutros Boutros-Ghali prend ses fonctions de secrétaire général des Nations unies. Marrack Goulding devient alors le premier secrétaire général adjoint aux opérations de maintien de la paix, avec Kofi Annan comme adjoint. Le rôle du DOMP est clarifié dès le mois de juin suivant, lorsque Boutros-Ghali propose un plan visant à renforcer la place de la diplomatie préventive et du maintien de la paix dans le système des Nations unies. Ce plan est connu sous le nom d'agenda pour la paix.
Lors de la Conférence ministérielle sur le maintien de la paix en environnement francophone qui s’est tenue à Paris les 26 et 27 octobre 2016, l’Organisation internationale de la Francophonie, le ministère des Armées français, le Ministère des Affaires mondiales du Canada et le Service public fédéral belge des Affaires étrangères ont annoncé la création de l’Observatoire Boutros-Ghali. Cet Observatoire entend rendre hommage à M. Boutros Boutros-Ghali, qui a très tôt œuvré pour le renforcement du maintien de la paix et pris conscience de son caractère nécessairement évolutif. L'Observatoire constitue un cadre d'échange entre experts et personnalités francophones issus de pays contributeurs de personnels, il se propose d'accompagner les États dans leurs démarches visant à mieux préparer leur engagement dans les opérations de maintien de la paix. Il est dirigé par le Groupe de Recherche et d'Information sur la Paix, un think tank basé à Bruxelles.

## Fonctionnement
Une fois que l'envoi d'une force de maintien de la paix a été avalisé par le Conseil de sécurité, le DOMP et le secrétaire général travaillent ensemble pour démarcher les pays contributeurs en troupes. Le DOMP fait ensuite le lien avec le commandement de la force et dirige les diplomates de l'opération de maintien de la paix.

### Secrétaires généraux adjoints
| Période                        | Nom                 | Pays        |
| ------------------------------ | ------------------- | ----------- |
| 1992-mars 1993                 | Marrack Goulding    | Royaume-Uni |
| mars 1993-décembre 1996        | Kofi Annan          | Ghana       |
| janvier 1997-octobre 2000      | Bernard Miyet       | France      |
| octobre 2000-juin 2008         | Jean-Marie Guéhenno | France      |
| 30 juin 2008- 2 septembre 2011 | Alain Le Roy        | France      |
| 2 septembre 2011-31 mars 2017  | Hervé Ladsous       | France      |
| Depuis le 1er avril 2017       | Jean-Pierre Lacroix | France      |

## Moyens disponibles
Le Département des opérations de maintien de la paix a un budget annuel de 7,23 milliards de dollars US en 2013 (plus de 5 milliards de dollars US en 2006). La somme approximative dépensée pour les opérations de maintien de la paix entre 1948 et 2007 atteint les 42 milliards de dollars US. Il gère, en 2007, 16 opérations de maintien de la paix et 2 missions politiques et d'appui pour la consolidation de la paix (MANUA et BINUSIL)
En février 2007, voici la répartition en personnel :
- Personnel en uniforme : 80 094
  - Soldats : 68 923
  - Police : 8 675
  - Observateurs militaires : 2 496
- Pays fournissant du personnel en uniforme : 114
- Personnel civil international : 4 555
- Personnel civil local : 10 300
- Volontaires des Nations unies : 1 951
- Nombre total de personnel servant dans les 16 missions de paix : 96 900
- Nombre total de personnel servant dans les 18 missions gérées par le DPKO : 101 642